# Khmu
Le khmu (ou kammu) est une langue môn-khmer parlée au Laos. Des communautés importantes résident aussi en Thaïlande et au Viêt Nam. Des  groupes réduits de locuteurs se trouvent en Chine et en Birmanie.

## Classification interne
Le khmu est classé dans un groupe dit des langues khmuiques au sein du rameau des langues môn-khmer du Nord.

## Phonologie
Les tableaux présentent les phonèmes vocaliques et consonantiques du khmu de Huay Yen, un village de la province de Chiengrai, en Thaïlande.

### Voyelles
|         | Antérieure    | Centrale              | Postérieure   |
| ------- | ------------- | --------------------- | ------------- |
| Fermée  | i [i] iː [iː] | ɨ [ɨ] ɨː [ɨː]         | u [u] uː [uː] |
| Moyenne | e [e] eː [eː] | ə [ə] əː [əː] ʌː [ʌː] | o [o] oː [oː] |
| Ouverte | ɛ [ɛ] ɛː [ɛː] | a [a] aː [aː]         | ɔ [ɔ] ɔː [ɔː] |

### Consonnes
|               |               | Bilabiales | Alvéolaires | Alvéolaires | Alvéolaires | Vélaires | Glottales |
| ------------- | ------------- | ---------- | ----------- | ----------- | ----------- | -------- | --------- |
| Centrales     | Latérales     | Bilabiales | Palatales   |             |             | Vélaires | Glottales |
| Occlusives    | Sourdes       | p [p]      | t [t]       |             |             | k [k]    | ʔ [ʔ]     |
| Occlusives    | Sourdes asp.  | ph [pʰ]    | th [tʰ]     |             |             | kh [kʰ]  |           |
| Occlusives    | Sonores       | ʔb [ʔb]    | ʔd [ʔd]     |             |             |          |           |
| Affriquées    | Sourdes       |            |             |             | c [t͡ʃ]      |          |           |
| Affriquées    | Sourdes asp.  |            |             |             | ch [t͡ʃʰ]    |          |           |
| Fricatives    | Fricatives    | f [f]      | s [s]       |             |             |          | h [h]     |
| Nasales       | Nasales       | m [m]      | n [n]       |             | ɲ [ɲ]       | ŋ [ŋ]    |           |
| Liquides      | Liquides      |            |             | l [l]       |             |          |           |
| Roulées       | Roulées       |            | r [r]       |             |             |          |           |
| Semi-voyelles | Semi-voyelles | w [w]      |             |             | j [j]       |          |           |

## Sources
- (en) Suwilai Premsirat, Dictionary of Khmu in China, Mon-Khmer Studies-Mahidol University, Special Publication No.1 Volume 2, Sayala: Institute of Language and Culture for Rural Development, Mahidol University, 2002. (Suwilai 2002b)  (ISBN 974-05-0112-5)
- (en) Suwilai Premsirat, Dictionary of Khmu in Vietnam, Mon-Khmer Studies-Mahidol University, Special Publication No.1 Volume 4, Sayala: Institute of Language and Culture for Rural Development, Mahidol University, 2002. (Suwilai 2002d)  (ISBN 974-05-0098-6)
- (en) Suwilai Premsirat, Dictionary of Khmu in Thailand, Mon-Khmer Studies-Mahidol University, Special Publication No.1 Volume 5, Sayala: Institute of Language and Culture for Rural Development, Mahidol University, 2002. (Suwilai 2002e)  (ISBN 974-05-0110-9)